# James Springer White
James Springer White (poznat kao starješina White; Palmyra, 4. kolovoza 1821. – Battle Creek, 6. kolovoza 1881.), bio je suosnivač Crkve adventista sedmog dana i suprug Ellen White. Godine 1849. pokrenuo je prvi subotnji adventistički časopis pod naslovom The Present Truth, 1855. premjestio je na novo središte advenstistički pokret, u mjesto Battle Creek, u Michigan. Godine 1863. odigrao je ključnu ulogu u formalnoj organizaciji denominacije. Kasnije je odigrao veliku ulogu u razvoju adventističke obrazovne strukture počevši od 1874. s formiranjem Battle Creek Collegea.
Godine 1865. doživio je paralitički moždani udar, zbog čega se povukao iz službe i graciozno proživio ostatak svojih dana. Umro je 1881. godine u dobi od 60 godina.

## Vanjske povezice
- Životopis na www.whiteestate.org